# アンドレウシフィウス
アンドレウシフィウス（Andrewsiphius）は、新生代古第三紀始新世前期に生息していた、海生の原始的クジラ類。
英語ふうにアンドリューシフィウス、アンドルーシフィウスともいう。
化石はインド西部グジャラート州のカッチ地域（Kutch District）にて発見されている。
特殊化して子孫を持たないレミングトノケトゥス科に属し、同科の中でも模式属レミングトノケトゥスとともに最後の属の一つに数えられる。